# Calleonasus
Calleonasus es un género extinto de sinápsidos dicinodontos descubierto en Bashkiria Rusia en estratos de mediados y finales del Triásico. La única especie descrita del género es Calleonasus furvus.